# Casertana Football Club 2021-2022
Questa voce raccoglie le informazioni riguardanti la Casertana Football Club nelle competizioni ufficiali della stagione 2021-2022.

## Divise e sponsor
Per la stagione 2021-22 lo sponsor tecnico è EYE Sport. Lo sponsor principale di maglia è K-City, sul retro sotto il numero compare lo sponsor Il Monfortino. La prima maglia è classica a strisce rossoblù. La divisa da trasferta è bianca con la manica destra rossa e la manica sinistra blu entrambe con effetto pixel. Per i portieri i colori scelti sono il verde, l'arancione e il giallo
| Casa |

## Organigramma societario
La disposizione delle sezioni e la presenza o meno di determinati ruoli può essere variata in base a spazi occupati e dati in possesso.
Area direttiva
- Presidente: Giuseppe D'Agostino
- Amministratore unico: Lidia Lonardo

Area organizzativa
- Segretario generale: Gaetano Sellitti
- Team manager: Pietro Valori

Area comunicazione
- Responsabile: Giuseppe Frondella

Area tecnica
- Direttore sportivo: Guglielmo Accardi
- Allenatore: Vincenzo Maiuri, dal "4 febbraio 2022" Vincenzo Feola
- Allenatore in seconda: Felice Scotto, dal "4 febbraio 2022" Pasquale Suppa
- Preparatore atletico: Giuseppe Ambrosio
- Preparatore dei portieri: Luciano Tarallo
- Match analyst: Gennaro Fiorillo

Area sanitaria
- Responsabile: Camillo Agnano
- Medici sociali: Vincenzo Mastroianni
- Massaggiatori: Antonio Pezzullo, Mario Ottella e Andrea Di Majo

## Rosa
| N. |                      | Ruolo | Calciatore           |
| -- | -------------------- | ----- | -------------------- |
| 1  | Italia (bandiera)    | P     | Davide Trapani       |
| 2  | Argentina (bandiera) | D     | Damian Salto         |
| 3  | Italia (bandiera)    | D     | Francesco Pambianchi |
| 3  | Italia (bandiera)    | D     | Domenico Ferraiuolo  |
| 5  | Italia (bandiera)    | D     | Vincenzo Di Somma    |
| 6  | Italia (bandiera)    | D     | Pasquale Rainone     |
| 7  | Italia (bandiera)    | C     | Raffaele Vacca       |
| 8  | Brasile (bandiera)   | C     | Bruno Vicente        |
| 9  | Italia (bandiera)    | A     | Francesco Felleca    |
| 10 | Italia (bandiera)    | A     | Mohammed Mansour     |
| 11 | Italia (bandiera)    | A     | Vincenzo Liccardi    |
| 11 | Ucraina (bandiera)   | C     | Tanasii Kosovan      |
| 12 | Italia (bandiera)    | C     | Giovanni Sarracino   |
| 12 | Italia (bandiera)    | P     | Salvatore Carotenuto |
| 14 | Italia (bandiera)    | C     | Simone Addessi       |
| 16 | Italia (bandiera)    | A     | Gianluca Sansone     |
| 17 | Italia (bandiera)    | C     | Giammarco Roscini    |
| 18 | Gambia (bandiera)    | C     | Boubacarr Sambou     |

| N. |                      | Ruolo | Calciatore               |
| -- | -------------------- | ----- | ------------------------ |
| 19 | Italia (bandiera)    | D     | Niccolò Monti            |
| 20 | Italia (bandiera)    | C     | Alessio Rossi            |
| 21 | Italia (bandiera)    | C     | Andrea Feola             |
| 22 | Italia (bandiera)    | P     | Nicola Bovenzi           |
| 23 | Italia (bandiera)    | A     | Salvatore Cusumano       |
| 24 | Italia (bandiera)    | D     | Mattia Tufano            |
| 25 | Spagna (bandiera)    | D     | Rafa Muñoz               |
| 26 | Italia (bandiera)    | C     | Alessandro Criscuolo     |
| 27 | Romania (bandiera)   | C     | Octavian Catalin Nicolau |
| 28 | Italia (bandiera)    | C     | Raffaele Maresca         |
| 30 | Italia (bandiera)    | A     | Gabriel D'Ottavi         |
| 32 | Italia (bandiera)    | D     | Paolo Capitano           |
| 33 | Italia (bandiera)    | C     | Gabriele Carannante      |
| 61 | Marocco (bandiera)   | C     | Karim Alouan             |
| 72 | Italia (bandiera)    | C     | Antonio Carnevale        |
| 92 | Argentina (bandiera) | A     | Jose Augusto Diaz        |
| 94 | Italia (bandiera)    | A     | Ciro Favetta             |
| 97 | Italia (bandiera)    | C     | Giordano Colacicchi      |

## Calciomercato

### Sessione estiva
| Acquisti | Acquisti                 | Acquisti           | Acquisti |
| R.       | Nome                     | da                 | Modalità |
| -------- | ------------------------ | ------------------ | -------- |
| P        | Davide Trapani           | Formia             |          |
| P        | Nicola Bovenzi           | Paganese           | prestito |
| P        | Giovanni Sarracino       | Foggia             |          |
| D        | Pasquale Rainone         | Turris             |          |
| D        | Vincenzo Di Somma        | Potenza            |          |
| D        | Niccolò Monti            | Fano               |          |
| D        | Mattia Tufano            | Pontedera          |          |
| D        | Francesco Pambianchi     | Virtus Francavilla |          |
| D        | Paolo Capitano           | Marina di Ragusa   |          |
| C        | Bruno Vicente            | Renate             |          |
| C        | Andrea Feola             | Casarano           |          |
| C        | Raffaele Vacca           | Messina            |          |
| C        | Raffaele Maresca         | Cosenza            | prestito |
| C        | Gabriele Carannante      | Turris             |          |
| C        | Alessandro Criscuolo     | Paganese           | prestito |
| C        | Alessio Rossi            | Pescara            | prestito |
| C        | Boubacarr Sambou         | Rimini             |          |
| C        | Antonio Carnevale        | AZ Picerno         |          |
| C        | Giammarco Roscini        | Gubbio             |          |
| A        | Mohammed Mansour         | Bisceglie          |          |
| A        | Octavian Catalin Nicolau | Cosenza            | prestito |
| A        | Francesco Felleca        | Ghiviborgo         |          |
| A        | Ciro Favetta             | Fidelis Andria     |          |
| A        | Salvatore Cusumano       | Catanzaro          | prestito |
| A        | Vincenzo Liccardi        | Sorrento           |          |
| A        | Gianluca Sansone         | Casarano           |          |

| Cessioni | Cessioni                | Cessioni              | Cessioni |
| R.       | Nome                    | a                     | Modalità |
| -------- | ----------------------- | --------------------- | -------- |
| P        | Michele Avella          | Ancona                |          |
| P        | Vladan Dekic            | Pisa                  |          |
| P        | Marko Zivkovic          |                       |          |
| D        | Luigi Carillo           | Messina               |          |
| D        | Fabrizio Buschiazzo     | Once Caldas           |          |
| D        | Dramane Konatè          | Paganese              |          |
| D        | Vincenzo Ciriello       | Cittadella            |          |
| D        | Nicola Longobardo       | Aurora Alto Casertano |          |
| D        | Davide De Vivo          | Team Altamura         |          |
| D        | Luigi Carillo           | Messina               |          |
| D        | Cristiano Del Grosso    |                       |          |
| D        | Francesco Rillo         | Teramo                |          |
| D        | Cristian Hadziosmanovic | Teramo                |          |
| D        | Vincenzo Polito         | Monterosi Tuscia      |          |
| C        | Salvatore Santoro       | Pisa                  |          |
| C        | Alessandro Bordin       | Spezia                |          |
| C        | Nicolas Izzillo         | Pisa                  |          |
| C        | Mattia Matese           | Messina               |          |
| C        | Mak Varesanovic         |                       |          |
| A        | Francesco Pio Petito    | Gladiator             |          |
| A        | Giuseppe De Lucia       | Matese                |          |
| A        | Gioele Origlia          | AZ Picerno            |          |
| A        | Gianluca Turchetta      | Imolese               |          |
| A        | Francesco Fedato        | Gubbio                |          |
| A        | Mario Pacilli           | Taranto               |          |
| A        | Luigi Cuppone           | Cittadella            |          |
| A        | Ricardo Matos           | Olhanense             |          |
| A        | Luigi Castaldo          | Paganese              |          |
| A        | Pasquale De Sarlo       | Imolese               |          |

### Operazioni tra le due sessioni
| Acquisti | Acquisti       | Acquisti | Acquisti   |
| R.       | Nome           | da       | Modalità   |
| -------- | -------------- | -------- | ---------- |
| C        | Simone Addessi |          | svincolato |

| Cessioni | Cessioni | Cessioni | Cessioni |
| R.       | Nome     | a        | Modalità |
| -------- | -------- | -------- | -------- |

### Sessione invernale(dal 01/12 al 01/02)
| Acquisti | Acquisti             | Acquisti        | Acquisti |
| R.       | Nome                 | da              | Modalità |
| -------- | -------------------- | --------------- | -------- |
| P        | Salvatore Carotenuto | Venezia         | prestito |
| D        | Damian Salto         | Virtus Matino   |          |
| D        | Giordano Colacicchi  | Cynthialbalonga |          |
| D        | Rafa Munoz           | Trapani         |          |
| C        | Tanasii Kosovan      | Cavese          |          |
| A        | Jose Augusto Diaz    | Cavese          |          |

| Cessioni | Cessioni             | Cessioni                  | Cessioni |
| R.       | Nome                 | a                         | Modalità |
| -------- | -------------------- | ------------------------- | -------- |
| D        | Francesco Pambianchi | Monopoli                  |          |
| A        | Vincenzo Liccardi    | San Marzano               |          |
| P        | Giovanni Sarracino   | San Martino Valle Caudina |          |
| A        | Gianluca Sansone     | RG Ticino                 |          |
| C        | Karim Alouan         |                           |          |
| C        | Antonio Carnevale    | Termoli                   |          |

## Risultati

### Serie D

#### Girone di andata
| Arbitro: | Tesi (Lucca) |

|                                                   |           |                      |
| 63’ (rig.) Vincenzo Liccardi 67’ Mohammed Mansour | Marcatori | 15’ Antonio D'Angelo |

| Arbitro: | Sacchi (Macerata) |

|                      |           |                    |
| 95’ Vincenzo Corvino | Marcatori | 58’ Raffaele Vacca |

| Arbitro: | Cevenini (Siena) |

|                       |           |                    |
| 81’ Vincenzo Liccardi | Marcatori | 22’ Moussa Baradji |

| Bitonto 6 ottobre 2021, ore 15:00 CET 4ª giornata | Bisceglie        | 0 – 0 referto | Casertana | Stadio Città degli Ulivi\| Arbitro: \| Gavini (Aprilia) \| |
| Arbitro:                                          | Gavini (Aprilia) |               |           |                                                            |

| Arbitro: | Marchioni (Rieti) |

|                  |           |  |
| 76’ Ciro Favetta | Marcatori |  |

| Arbitro: | Caruso (Viterbo) |

|                      |           |                                        |
| 39’ Pasquale Porcaro | Marcatori | 80’ Ciro Favetta 84’ Francesco Felleca |

| Arbitro: | Arnault (Padova) |

|                                                                                    |           |                       |
| 18’ Raffaele Vacca 30’ Raffaele Maresca 57’ (rig.) Ciro Favetta 89’ Raffaele Vacca | Marcatori | 94’ Michele Terrevoli |

| Arbitro: | Iannello (Messina) |

|                                       |           |                                               |
| 21’ Ciro Favetta 45’ Pasquale Rainone | Marcatori | 27’ (rig.) Giancarlo Malcore 95’ Ismail Achik |

| Arbitro: | Di Reda (Molfetta) |

|                     |           |                                                                     |
| 27’ Francesco Bruno | Marcatori | 54’ (eig.) Ciro Favetta 88’ Vincenzo Liccardi 91’ Francesco Felleca |

| Arbitro: | Guerra (Venosa) |

|                                         |           |  |
| 11’ Ciro Favetta 95’ Salvatore Cusumano | Marcatori |  |

| Arbitro: | Nigro (Prato) |

|                                             |           |                                               |
| 54’ Domenico Brunetti 88’ Alassane Ouattara | Marcatori | 31’ (rig.) Ciro Favetta 66’ Francesco Felleca |

| Arbitro: | Fantozzi (Civitavecchia) |

|                                               |           |                       |
| 39’ Ciro Favetta 78’ (rig.) Vincenzo Liccardi | Marcatori | 87’ Francesco Mariani |

| Arbitro: | Sacchi (Macerata) |

|                                                                                      |           |                                               |
| 44’ (rig.) Gennaro Esposito 48’ Achille Aracri 57’ Achille Aracri 47’ Niko Tommasini | Marcatori | 31’ (rig.) Ciro Favetta 66’ Francesco Felleca |

| Arbitro: | Virgilio (Agrigento) |

|  |           |                                 |
|  | Marcatori | 35’ Ante Kordic 76’ Ivan Bubalo |

| Arbitro: | Silvera (Valdarno) |

|                                     |           |                      |
| 12’ Antonio Croce 85’ Antonio Croce | Marcatori | 24’ Gabriel D'Ottavi |

| Arbitro: | Ramondino (Palermo) |

|                                                                                          |           |  |
| 13’ Mohammed Mansourc 20’ Gabriel D'Ottavi 22’ Mohammed Mansour 53’ Francesco Pambianchi | Marcatori |  |

| Arbitro: | Borriello (Arezzo) |

|                                      |           |                   |
| 24’ Alieu Baldeh 90’ Michel Ferreira | Marcatori | 63’ Bruno Vicente |

| Arbitro: | Frosi (Treviglio) |

|                                        |           |                                                                          |
| 6’ Bruno Vicentec 14’ Mohammed Mansour | Marcatori | 21’ Giuseppe Genchic 30’ Eneo Gjonaj 45’ Giuseppe Genchi 73’ Eneo Gjonaj |

| Arbitro: | Bouadid (Prato) |

|  |           |                         |
|  | Marcatori | 94’ (rig,) Ciro Favetta |

#### Girone di ritorno
| Arbitro: | Mazzer (Conegliano Veneto) |

|                                           |           |  |
| 45’ Giuseppe Ruggiero 52’ Marco Cassandro | Marcatori |  |

| Arbitro: | Marra (Mantova) |

|                                                            |           |                         |
| 16’ Paolo Bianco 37’ Vincenzo Corvino 67’ Galo Campomaggio | Marcatori | 60’ (rig.) Ciro Favetta |

| Arbitro: | Valentini (La Spezia) |

|                                                                            |           |              |
| 36’ Alessandro Russotto 59’ (rig.) Giuseppe Tedesco 37’ Salvatore Molinaro | Marcatori | 48’ autorete |

| Arbitro: | Terribile (Bassano del Grappa) |

|                      |           |                  |
| 9’ Francesco Felleca | Marcatori | 71’ Pablo Acosta |

| Arbitro: | Vailati (Crema) |

|                                                                       |           |                                       |
| 18’ (rig.) Tiziano Prinari 29’ (rig.) Lucas Dambros 37’ Lucas Dambros | Marcatori | 6’ Bruno Vicente 13’ Mohammed Mansour |

| Arbitro: | Selvatici (Rovigo) |

|                                                      |           |  |
| 19’ Ciro Favetta 35’ Raffaele Vacca 68’ Ciro Favetta | Marcatori |  |

| Arbitro: | Peletti (Crema) |

|  |           |                    |
|  | Marcatori | 30’ Raffaele Vacca |

| Arbitro: | Ceriello (Chiari) |

|  |           |                                                                  |
|  | Marcatori | 21’ Giancarlo Malcore 44’ Cristian Agnelli 67’ Giancarlo Malcore |

| Arbitro: | Manedo Mazzoni (Prato) |

|                 |           |                    |
| 9’ Ciro Favetta | Marcatori | 40’ Manuel Chietti |

| Arbitro: | Arcidiacono (Acireale) |

|                       |           |                  |
| 45’ Gaetano Palmisano | Marcatori | 92’ Ciro Favetta |

| Arbitro: | Zoppi (Firenze) |

|                                                                         |           |                                                     |
| 10’ (rig.) Ciro Favetta 25’ Raffaele Vacca 95’ Octavian Catalin Nicolau | Marcatori | 5’ (rig.) Marcelo Tapia 30’ (aut.) Pasquale Rainone |

| Arbitro: | Cerbasi (Arezzo) |

|  |           |                                       |
|  | Marcatori | 57’ Ciro Favetta 91’ Mohammed Mansour |

| Arbitro: | Campazzo (Genova) |

|                    |           |                                                            |
| 14’ Raffaele Vacca | Marcatori | 31’ Achille Aracri 59’ Vincenzo Marzano 67’ Achille Aracri |

| Arbitro: | Matina (Palermo) |

|                                             |           |                                                           |
| 22’ Sebastian Meneses 53’ Michele Silvestro | Marcatori | 39’ Andrea Feola 76’ (rig.) Ciro Favetta 87’ Ciro Favetta |

| Arbitro: | Silvestri (Roma 1) |

|  |           |                      |
|  | Marcatori | 67’ Cristian Gentile |

| Sorrento 1 maggio 2022, ore 15:00 CET 16ª giornata | Sorrento         | 0 – 0 referto | Casertana | Stadio Italia\| Arbitro: \| Restaldo (Ivrea) \| |
| Arbitro:                                           | Restaldo (Ivrea) |               |           |                                                 |

| Arbitro: | Franzò (Siracusa) |

|                                         |           |  |
| 61’ Raffaele Vacca /> 108’ Ciro Favetta | Marcatori |  |

| Arbitro: | Grieco (Ascoli Piceno) |

|                 |           |                              |
| 89’ Eneo Gjonaj | Marcatori | 70’ Octavian Catalin Nicolau |

| Arbitro: | Galiffi (Alghero) |

|  |           |                    |
|  | Marcatori | 45’ Andrea Mancini |